# Bob Veith
Bob Veith,  ameriški dirkač Formule 1, * 1. november 1926, Tulare, Kalifornija, ZDA, † 29. marec 2006, Santa Rosa, Kalifornija, ZDA.
Bob Veith je pokojni ameriški dirkač, ki je med letoma 1956 in 1968 enajstkrat sodeloval na ameriški dirki Indianapolis 500, ki je med letoma 1950 in 1960 štela tudi za prvenstvo Formule 1. Najboljši rezultat je dosegel na svoji prvi dirki leta 1956, ko je zasedel sedmo mesto, še dvakrat pa se je uvrstil med prvih deset, leta 1959 z devetim mestom in leta 1960 z osmim. Umrl je leta 2006.